# Бурда Олег Вікторович
Оле́г Вікто́рович Бурда — полковник Державної прикордонної служби України. Ветеран військової служби, учасник російсько-української війни.

## Життєпис
У прикордонних військах з 1988 року. Навчався у прикордонному училищі, після восьми років служби вступив до Національної академії Державної прикордонної служби України імені Богдана Хмельницького, яку згодом закінчив.
На початку липня 2014-го брав участь у бою під Юганівкою з терористами, котрі уночі розпочали масований мінометний обстріл зведеного загону прикордонників. Завдяки діям офіцера Бурди терористи не змогли захопити та розгромити підрозділ прикордонників, сам Бурда зазнав осколкового поранення голови, лікувався в Центральному військовому госпіталі ДПСУ.
Командував підрозділом прикордонного контролю в пункті пропуску «Ізварине-Донецьк».
Станом на березень 2015-го — командир Донецького прикордонного загону.
Надалі займав керівні посади в Азово-Чорноморському регіональному управлінні та Східному регіональному управлінні.
У серпні 2019 року — завершив службу у Державній прикордонній службі України.
У 2024 році начальник першого прикордонного загону ДПС України .

## Родина
Із дружиною, Світланою Василівною;— офіцером Державної прикордонної служби України, учасник бойових дій, виховують сина.

## Нагороди
За особисту мужність і героїзм, виявлені у захисті державного суверенітету та територіальної цілісності України, вірність військовій присязі під час російсько-української війни
- орденом Богдана Хмельницького ІІІ ступеня (22.1.2015).